# Rainsburg
Rainsburg és una població dels Estats Units a l'estat de Pennsilvània. Segons el cens del 2000 tenia 146 habitants.

## Demografia
Segons el cens del 2000, Rainsburg tenia 146 habitants, 57 habitatges, i 38 famílies. La densitat de població era de 352,3 habitants/km².
Dels 57 habitatges en un 21,1% hi vivien nens de menys de 18 anys, en un 52,6% hi vivien parelles casades, en un 10,5% dones solteres, i en un 33,3% no eren unitats familiars. En el 31,6% dels habitatges hi vivien persones soles el 17,5% de les quals corresponia a persones de 65 anys o més que vivien soles. El nombre mitjà de persones vivint en cada habitatge era de 2,23 i el nombre mitjà de persones que vivien en cada família era de 2,74.
Per edats la població es repartia de la següent manera: un 18,5% tenia menys de 18 anys, un 4,1% entre 18 i 24, un 17,8% entre 25 i 44, un 28,1% de 45 a 60 i un 31,5% 65 anys o més.
L'edat mediana era de 54 anys. Per cada 100 dones de 18 o més anys hi havia 91,9 homes.
La renda mediana per habitatge era de 25.278 $ i la renda mediana per família de 31.875 $. Els homes tenien una renda mediana de 24.250 $ mentre que les dones 11.250 $. La renda per capita de la població era d'11.448 $. Entorn del 5,1% de les famílies i el 7,6% de la població estaven per davall del llindar de pobresa.

## Poblacions més properes
El següent diagrama mostra les poblacions més properes.